# هداس يارون
هداس يارون (بالعبرية: הדס ירון‏) هي ممثلة إسرائيلية، ولدت في 21 سبتمبر 1990 في إسرائيل.

## وصلات خارجية
- هداس يارون على موقع IMDb (الإنجليزية)
- هداس يارون على موقع ألو سيني (الفرنسية)
- هداس يارون على موقع أول موفي (الإنجليزية)
- هداس يارون على موقع قاعدة بيانات الفيلم (الإنجليزية)
- هداس يارون على موقع كينوبويسك (الروسية)